# Preiļi
Preiļi est une l'une des plus anciennes villes de Lettonie. C'est aussi le centre administratif de la commune de Preiļi.